# Ernst Robert Curtius
Ernst Robert Curtius, född den 14 april 1886 i Thann, Elsass, död den 19 april 1956 i Rom, var en tysk romanist, sonson till Ernst Curtius.
Curtius var först docent i filosofi vid Bonns universitet, blev 1920 professor i romansk filologi i Marburg, därefter från 1924 i Heidelberg. År 1929 återvände han till Bonn, där han var verksam till 1951. Han gjorde sig känd som en skarpsinnig skildrare av den samtida franska litteraturen. 
Curtius omnämns i Victor Klemperers dagböcker Intill slutet vill jag vittna. De båda var konkurrenter i sina akademiska karriärer.